# Riley McCusker
Pour les articles homonymes, voir McCusker.
Riley McCusker est une gymnaste américaine, née le 9 juillet 2001 dans le Connecticut, aux États-Unis. Elle remporte la médaille d'or au concours général par équipes lors des championnats du monde de gymnastique artistique 2018.

## Biographie
Riley McCusker est née en 2001 de Tom et Jessica McCusker. Elle commence la gymnastique en 2008.

## Palmarès

### Championnats du monde
- Doha 2018
  -  médaille d'or au concours général par équipes